# S. P. Q. R.

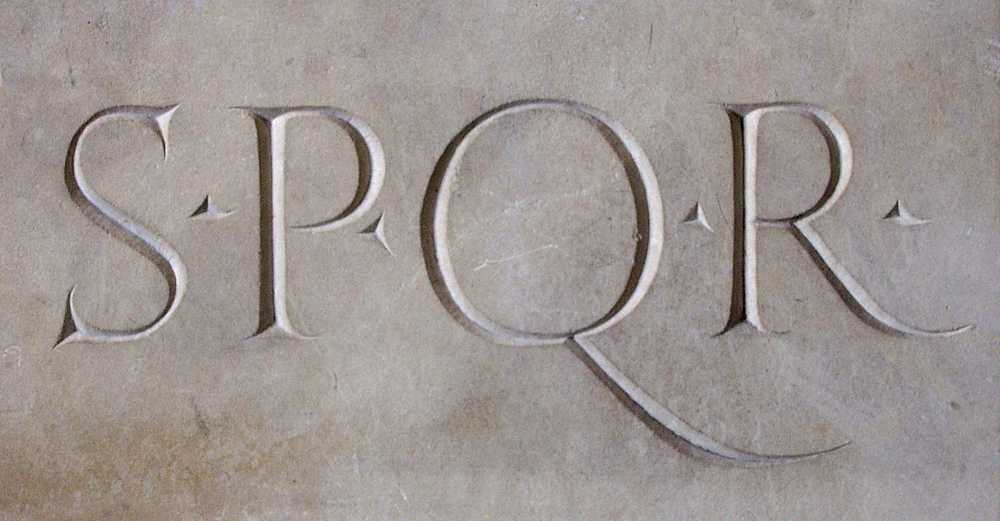
A felirat kőbe vésve

Az S. P. Q. R. a latin Senatus Populusque Romanus, azaz a római szenátus és a római nép rövidítése.

## Története
I. e. 287-ben a római plebejusok kiharcolták, hogy megszűnjön a Szenátus népgyűlési határozatokat jóváhagyó jogköre. Létrejött a harmadik, lakóhely szerinti népgyűlés, a Comitia Tributa. A plebejusok elérték, hogy teljes jogegyenlőség legyen a római nép és köztük. A Szenátus és a római nép együttes uralmának volt kifejezője az S. P. Q. R. rövidítés.
Használata a Római Birodalom idején volt a legelterjedtebb, mindazonáltal a rövidítés pontos jelentésére többféle változat is ismert.
Róma városának címerében napjainkban is szerepel a rövidítés és megtalálható a középületek falán, valamint a római csatornafedelekbe, oszlopokba és síremlékekbe vésve.